# Erioptera yarto
Erioptera yarto är en tvåvingeart som beskrevs av Günther Theischinger 1994. Erioptera yarto ingår i släktet Erioptera och familjen småharkrankar. Inga underarter finns listade i Catalogue of Life.